# Список керівників держав 658 року
Список керівників держав 658 року — це перелік правителів країн світу 658 року.
Список керівників держав 657 року — 658 рік — Список керівників держав 659 року — Список керівників держав за роками

## Європа
- Абазгія — Дмитрій I (640—660)
- Айлех — Крундмаел мак Суїбні Менн (636—660)
- Айргіалла — Дунхад мак Ултан (637? — 677)
- Королівство Східна Англія — Етельвольд (655—664)
- Арморика — Саломон II (612—658); Гілкуал (658 — ?)
- Герцогство Баварія — Теодон I (630—680)
- Брихейніог об'єднаний з Діведом (655—720)
- Велика Булгарія — Кубрат (632—665)
- король вестготів — Реккесвінт (653—672)
- Вессекс — Кенвал (648—674)
- Візантійська імперія — Констант II (641—668)
  - Равеннський екзархат — Феодор I Калліопа (653—666)
- Королівство Гвент — Морган ап Атруіс (625—665)
- Гвікке — Етельвель (650—674)
- Королівство Гвінед — Кадваладр ап Кадваллон (655—683)
- Дал Ріада — Коналл II Крандомна (654—660)
- Дівед — Гулідієн (650—670)
- Думнонія — Петрок ап Клемен (633—658); Кулмін ап Петрок (658—661)
- Королівство Ессекс — Сігеберт II (653—660)
- Іберійське князівство — Адарнасе II (650-684)
- Ірландія — верховний король Діармайт мак Аедо Слайне (657—665)
- Король лангобардів — Аріперт I (653—661)
  - Герцогство Беневентське — Грімоальд I Беневентський (652—662)
  - Сполетське герцогство — Атто (652—665)
  - Герцогство Фріульське — Аго (651—663)
- Ленстер — Фіаннамайл мак Меле Туйле (656—680)
- Маґонсете — Меревал (656—685)
- Мерсія — Освіу (655—658); Вульфхер (658—675)
- Морганнуг — Морган ап Атруіс (625—665)
- Коннахт — Гуайре Фейдне МакКолман (655—663)
- Мунстер — Менах мак Фінґін (641—661)
- Король піктів — Гартнарт IV (657—663)
- Королівство Нортумбрія — Освіу (642—670)
- Королівство Повіс — Белі ап Ейлуд (650—695)
- Само (держава) — Само (623—658/660)
- Королівство Сассекс — Кенвал (648—674)
- Стратклайд — Гурет ап Белі (645—658); Елвін (658—693)
- Улад — Блахмак мак Маеле Кобо (647—670)
- Уснех — Діармайт Діан (653—689)
- Франкське королівство:
  - Австразія — Хільдеберт Усиновлений (656—661)
  - Нейстрія — Хлотар III (658—673)
  - Герцогство Васконія — Аманд (638—660)
- Фризьке королівство — Альдгісл (623—680)
- Швеція — Івар Широкі Обійми (650—695)
- Святий Престол — папа римський Віталій (657—672)
- Вселенський патріарх — Петро (654—666)

## Азія
- Близький Схід:
  - Праведний халіфат — Алі ібн Абу Таліб (656—661)
  - Вірменський емірат — до 686 невідомо
- Індія:
  - Брамінська династія — Чач (632—671)
  - Західні Ганги — Бхувікарма (654—679)
  - Пізні Гупти — Адіт'ясена (655—680)
  - Камарупа — Саластхамба (650—670)
  - Династія Майтрака — Караграха II (656—662)
  - Династія Паллавів — Нарасімхаварман I (630—668)
  - Держава Пандья — Янтаварман (640—670)
  - Раджарата — раджа Кассапа II (652—661)
  - Чалук'я — Вікрамадітья I Сат'яшрая (654—678)
  - Східні Чалук'ї — Джаясімха I (641—673)
  - володар держави ефталітів і алхон-гуннів в Ганджхарі, Кашмір і Пенджабі Юдхіштхіра (630/633—670)
- Індонезія:
  - Тарума — Тарусбава (650—670)
- Китай:
  - Династія Тан — Лі Чжи (649—683)
  - Тибетська імперія — Манронманцан (650—676)
  - Туюхун (Тогон) — Муюн Нохебо (635—663)
- Наньчжао — Мен Сінуло (649—674)
- Корея:
  - Когурьо — тхеван (король) Поджан (642—668)
  - Пекче — король Ийджа (641—660)
  - Сілла — ісагим (король) Муйоль (654—661)
- Паган — король Пеіт Тон (652—660)
- Персія:
  - Дабуїди — Гіл Гавбара (642—660)
- Середня Азія:
  - Західний тюркський каганат — Ашина Бучжень (657—667)
  - Бухархудати — Мах (? — 655/659); Бідун (655/659—673/681)
- Ченла — Джаяварман I (657—681)
- Японія — Імператор Коґьоку (655—661)

## Африка
- Аксумське царство — Зергаз (653—663)
- Африканський екзархат Візантійської імперії — Геннадій (647—665)
- Праведний халіфат — Алі ібн Абу Таліб (656—661)

## Північна Америка
- Мутульське царство — Нуун-Ухоль-Чаак (648—679)
- Баакульське царство — Пакаль (615—683)
- Бонампак — невідоме ім'я (до 658); невідоме ім'я (до 658 — після 670)
- Караколь — К'ан II (618—658); К'ак'-Ухоль-К'ініч II (658—680)
- Шукуупське царство — К'ак'-Уті'-Віц'-К'авііль (628—695)
- Яшчилан — Яшун Б'алам III (628—681)